# Parkweiher (Raderthal)

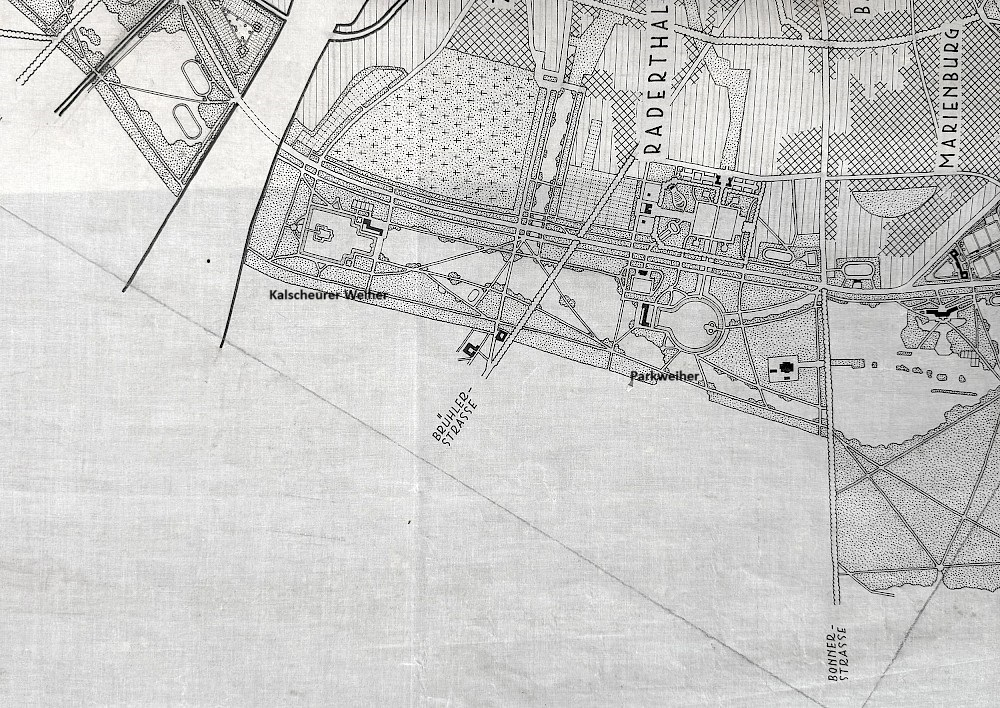
Historische Pläne des Parkweihers und Kalscheurer Weihers

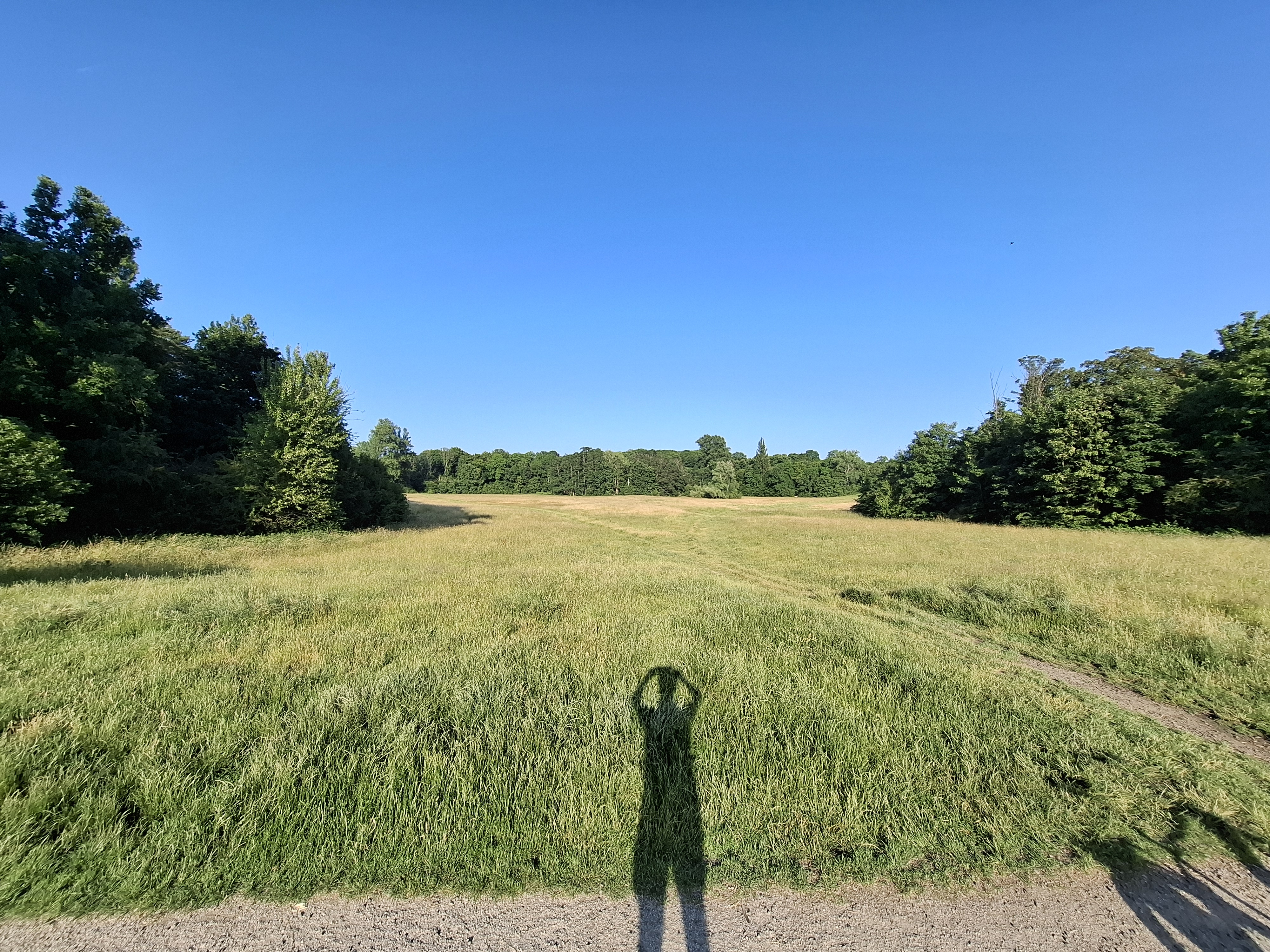
Blick nach Osten auf den ehemaligen Parkweiher im Äußeren Grüngürtel

Der Parkweiher war ein künstlich angelegter Weiher mit rundem Ufer im Äußeren Grüngürtel im Kölner Stadtteil Raderthal.

## Geschichte
Der Weiher wurde zwischen 1928 und 1932 vom Leiter des Entwurfsbüros der Kölner Gartenverwaltung, Stadtbaurat Theodor Nußbaum, nach Plänen für die Umgestaltung des ehemaligen Kölner Festungsrings zum Äußeren Grüngürtel angelegt. Der Weiher war kreisrund und wies eine rechteckige Auskerbung nach Westen hin auf. Der Parkweiher wurde im Zweiten Weltkrieg durch Bomben zerstört und im Anschluss nicht wieder aufgebaut. 
Als Bodendenkmal erinnert an dieser Stelle eine große Mulde an den ehemaligen Parkweiher. Der zur selben Zeit westlich der Brühler Straße errichteter eckige Kalscheurer Weiher existiert noch heute. Zusammen mit diesem sowie dem Decksteiner Weiher und dem Adenauerweiher gehörte er zu den künstlich angelegten Seen im Landschaftsschutzgebiet Äußerer Grüngürtel Müngersdorf bis Marienburg und verbindende Grünzüge.